# Ricardo Balbín

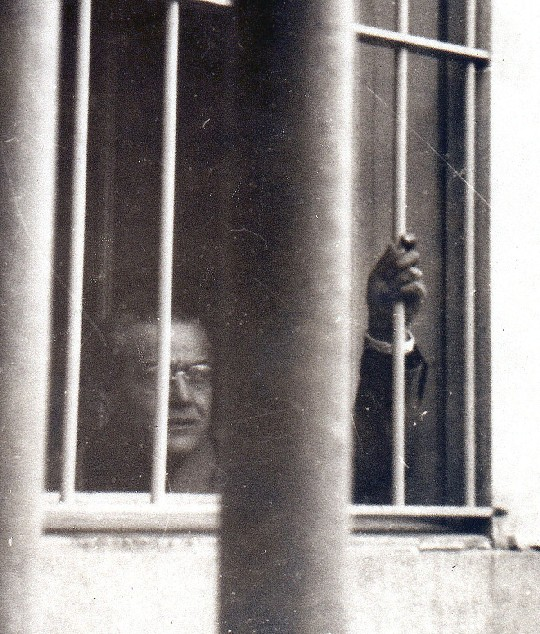
Balbín in gevangenschap, in 1950.

Ricardo Balbín (Buenos Aires, 19 juli 1904 - La Plata 9 september 1981) was een Argentijns politicus, en een leidende figuur in de Unión Cívica Radical (UCR) (Radicale Burgerunie). Voor deze partij was hij vier keer presidentskandidaat: in 1951, in 1958, en tweemaal in 1973.

## Balbíns jeugd
Balbín was een zoon van Cipriano Balbín en Encarnación Morales Balbín. In zijn vroege kindertijd verhuisde het gezin naar Azul en later naar Ayacucho. In 1909 reisde zijn moeder naar Spanje om zich voor een ernstige ziekte te laten behandelen. 
Balbín volgde vanaf 1916 middelbaar onderwijs aan het Colegio San José en in 1921 startte hij een universitaire studie in de geneeskunde, die hij wegens financiële problemen kort daarna afbrak. In 1922 trad hij toe tot de Unión Cívica Radical, op dat moment de regerende partij. In datzelfde jaar verhuisde hij naar de universiteitsstad La Plata, waar hij gemotiveerd raakte om weer een studie op te pakken. Aan de universiteit van La Plata rondde hij in 1927 een opleiding in de rechten af. In 1928 trouwde hij met Indalia Ponzetti, met wie hij twee kinderen kreeg.

## Toetreding tot de politiek
In het jaar van zijn huwelijk nam Balbín actief deel aan de campagne die leidde tot hernieuwd presidentschap van Hipólito Yrigoyen. Gedurende Yrigoyens tweede regeringstermijn werd Balbín officier van justitie in de provincie Mendoza. Kort daarna, op 6 december 1930, werd Yrigoyen afgezet in een staatsgreep van José Félix Uriburu. In 1931 riep de militaire regering verkiezingen uit, waarin Balbín voor de provincie Buenos Aires een zetel kreeg in de Kamer van Afgevaardigden. De militaire regering, die geen rekening had gehouden met winst voor de Unión Cívica Radical, verklaarde de verkiezingen ongeldig.
In 1940 werd Balbín nogmaals gekozen als afgevaardigde voor Buenos Aires, maar hij weigerde zijn zetel uit protest tegen verkiezingsfraude. In 1946 nam hij toch weer zitting in de Kamer van Afgevaardigden, deze keer niet als afgevaardigde van een provincie maar als nationale afgevaardigde. In het Blok van 44 voerde hij oppositie tegen de regering van Juan Domingo Perón. Bijgevolg werd hij in 1949 uit het parlement verwijderd en gevangengezet in de gevangenis Los Olmos in La Plata. In 1950 werd hij vrijgelaten, maar meteen opnieuw weer vastgezet op de verkiezingsdag. Hij was toen kandidaat voor de positie van provinciegouverneur. Aan het eind van dat jaar verleende Perón hem amnestie, maar Balbín weigerde dat omdat hij nog nergens voor veroordeeld was.

## Vier keer presidentskandidaat
Na zijn vrijlating was Balbín in 1951 presidentskandidaat namens de Unión Cívica Radical. Perón werd echter opnieuw tot president gekozen, en in 1954 verdween Balbín weer achter de tralies. Een staatsgreep op 16 september 1955 (de Revolución Libertadora, ofwel Bevrijdende Revolutie) leidde echter tot Peróns ballingschap en luidde het einde in van het peronisme.
In 1958 was Balbín wederom presidentskandidaat. De verkiezingen werden echter gewonnen door Arturo Frondizi, die steun kreeg van versnipperde peronisten. In de jaren zestig hield Balbín zich bezig filosofie van recht en politiek. In zijn publicatie Sin solución política es impensable una solución económica (Zonder politieke oplossing is een economische oplossing ondenkbaar) riep hij op om terug te keren naar legaliteit.
Bij de presidentsverkiezingen van 1973 was Balbín nogmaals kandidaat voor de Unión Cívica Radical. Hij werd echter wederom verslagen door het peronisme, in de vorm van Héctor Cámpora. Toen aan het eind van dat jaar Perón terugkeerde naar Argentinië trad de recentelijk aangetreden regering weer af. Balbín deed een laatste poging om zich tot president te laten kiezen, maar werd door Perón verslagen.

## De laatste jaren
Toen Perón in 1974 stierf hoopte Balbín dat een nieuwe staatsgreep kon worden voorkomen. Om dat te bevorderen hield hij een warme grafrede voor zijn rivaal. Op 24 maart 1976 vond er echter toch weer een staatsgreep plaats. Er kwam een militaire regering die onder de naam Nationaal Reorganisatieproces tot 1983 aan de macht bleef. Balbín bekritiseerde de misdaden tegen de menselijkheid die tijdens de Vuile Oorlog werden gepleegd niet, en ontving daardoor op zijn beurt wel de nodige kritiek. Toch verzamelde zich bij zijn dood in 1981 ondanks het demonstratieverbod een menigte bij zijn begrafenis, voor een laatste afscheid.
In 1999 werd een monument voor hem opgericht bij het Argentijnse parlement, en in 2004 werd de nationale route nr. 1, die Buenos Aires verbindt met La Plata, naar hem genoemd.
- Gemeinsame Normdatei: 1056461780
- International Standard Name Identifier: 0000 0000 3137 2254
- Library of Congress Control Number: n80088457
- Nationale Bibliotheek van Israël: 987007604768405171
- Nederlandse Thesaurus van Auteursnamen: 073101540
- Système universitaire de documentation: 095887849
- Virtual International Authority File: 48064045
- WorldCat: E39PBJt3YrQXvcFRYC7gwwVjYP